# Masajowie
Masajowie – afrykańska półkoczownicza grupa etniczna, zamieszkująca Kenię oraz północną Tanzanię. Dzięki swoim charakterystycznym zwyczajom oraz zamieszkaniu w dostępnym terenie są jedną z najlepiej znanych afrykańskich grup etnicznych.
Ich językiem ojczystym jest język masajski, który zalicza się do rodziny języków nilo-saharyjskich. Uczą się także języków urzędowych Kenii i Tanzanii: suahili i angielskiego. Nie ma precyzyjnych szacunków populacji Masajów. Według spisu statystycznego z 1989 roku populacja wynosi 377 089 osób. Według innego źródła danych w 1994 w Kenii było 453 tys. osób mówiących w języku maa. Całkowita populacja jest szacowana na ok. 900 tys. Problem z precyzyjnym oszacowaniem populacji Masajów wynika z odległej lokalizacji niektórych wiosek, a także ciągłego przemieszczania się ludzi.
Rządy Tanzanii i Kenii próbowały zachęcić Masajów do porzucenia ich półkoczowniczego trybu życia. Jednak próba zakończyła się niepowodzeniem i Masajowie kontynuują dawne zwyczaje. W ostatnim czasie Oxfam ogłosił, że tryb życia Masajów powinien zostać rozpowszechniony. Wynika to ze zmiany klimatu i zdolności Masajów do uprawy roślin na pustyniach i w buszu.

## Kultura

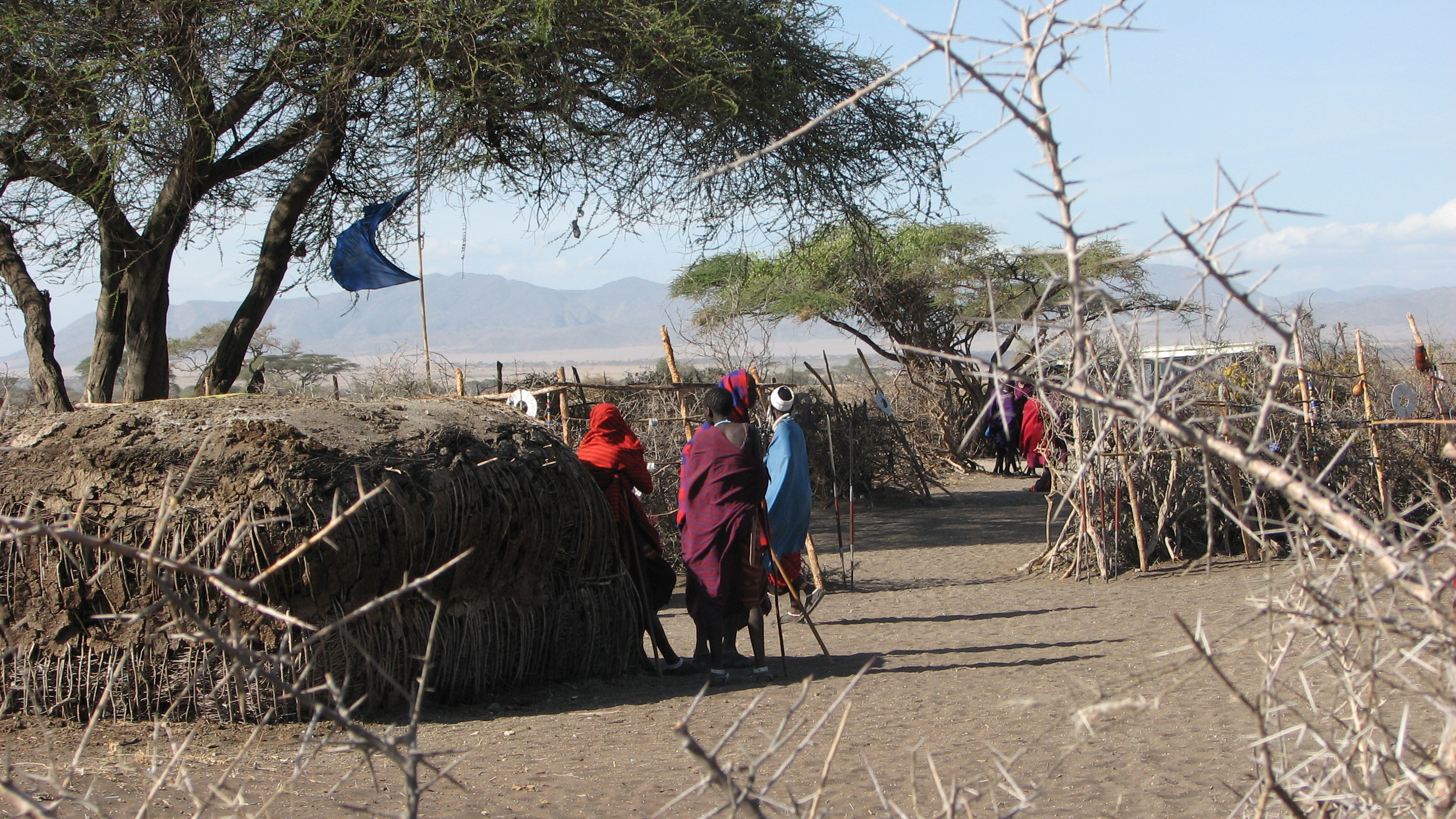
Masajowie i ich chatki otoczone ogrodzeniem (Enkang) z akacji – wschodnia część Serengeti, 2006

Społeczeństwo Masajów jest silnie patriarchalne. Większość ważnych dla grupy decyzji jest podejmowana przez starszych mężczyzn. Prawo zwyczajowe, które obowiązuje Masajów, reguluje większość sytuacji. Formalnie kara śmierci nie jest stosowana i jako zadośćuczynienie wystarczy zazwyczaj zapłata w bydle lub przeprosiny. Sprawy są rozwiązywane poza sądem, na procesach zwanych „amitu”, „to make peace” lub „arop”.
Masajowie są monoteistami, a ich Bóg jest nazywany Enkai lub Engai. Engai jest pojedynczym bóstwem o podwójnej naturze: Engai Narok (Czarny Bóg) jest łaskawy, natomiast Engai Nanyokie (Czerwony Bóg) jest mściwy. „Góra Boga”, Ol Doinyo Lengai, znajduje się na południe od jeziora Natron. Najważniejszym człowiekiem w religijnym systemie Masajów jest laibon, który bierze udział w szamańskim leczeniu, wróżeniu, proroctwach, modlitwach o zapewnienie zwycięstwa w wojnie lub przywołanie deszczu. Jaką moc posiada laibon, zależy od jego osobowości, a nie od pozycji. Wielu Masajów przeszło na chrześcijaństwo, a w mniejszym zakresie także na islam.
Wysoki wskaźnik umieralności wśród niemowląt Masajów doprowadził do nieuznawania dziecka do czasu, aż przeżyje trzy miesiące.
Masajowie, którzy żyją zgodnie z tradycją, nie urządzają ceremonii pogrzebowych, a zmarli są pozostawiani padlinożercom.
Tradycyjnie życie Masajów skupia się wokół bydła, które stanowi główne źródło pożywienia. Miarą bogactwa mężczyzny jest liczba dzieci i bydła. Stado składające się z 50 sztuk jest już godne szacunku, a im więcej dzieci, tym lepiej. Mężczyzna, który ma wiele dzieci i nie ma bydła, lub odwrotnie, jest uważany za biednego. Według wierzeń Masajów Bóg podarował im całe bydło na świecie, dlatego kradzież bydła od innych plemion jest tylko odbieraniem swojej własności. Praktyka ta jest coraz rzadziej spotykana.
Wspólnota i współpraca wśród Masajów jest wskazywana jako wzorowy przykład funkcjonowania przedsiębiorstwa. Masajowie mają silne poczucie wspólnoty, co pozwala im dobrze działać zespołowo. Dzięki temu czują się silni. Nieważne, jaka jest pozycja Masaja w społeczności, jest on odpowiedzialny za poprawne jej funkcjonowanie. Według nich tylko współpraca może przynieść wymierne korzyści. Tą ścieżką powinny podążać również firmy, które chcą osiągnąć sukces i pokonać kryzys.

## Schronienie

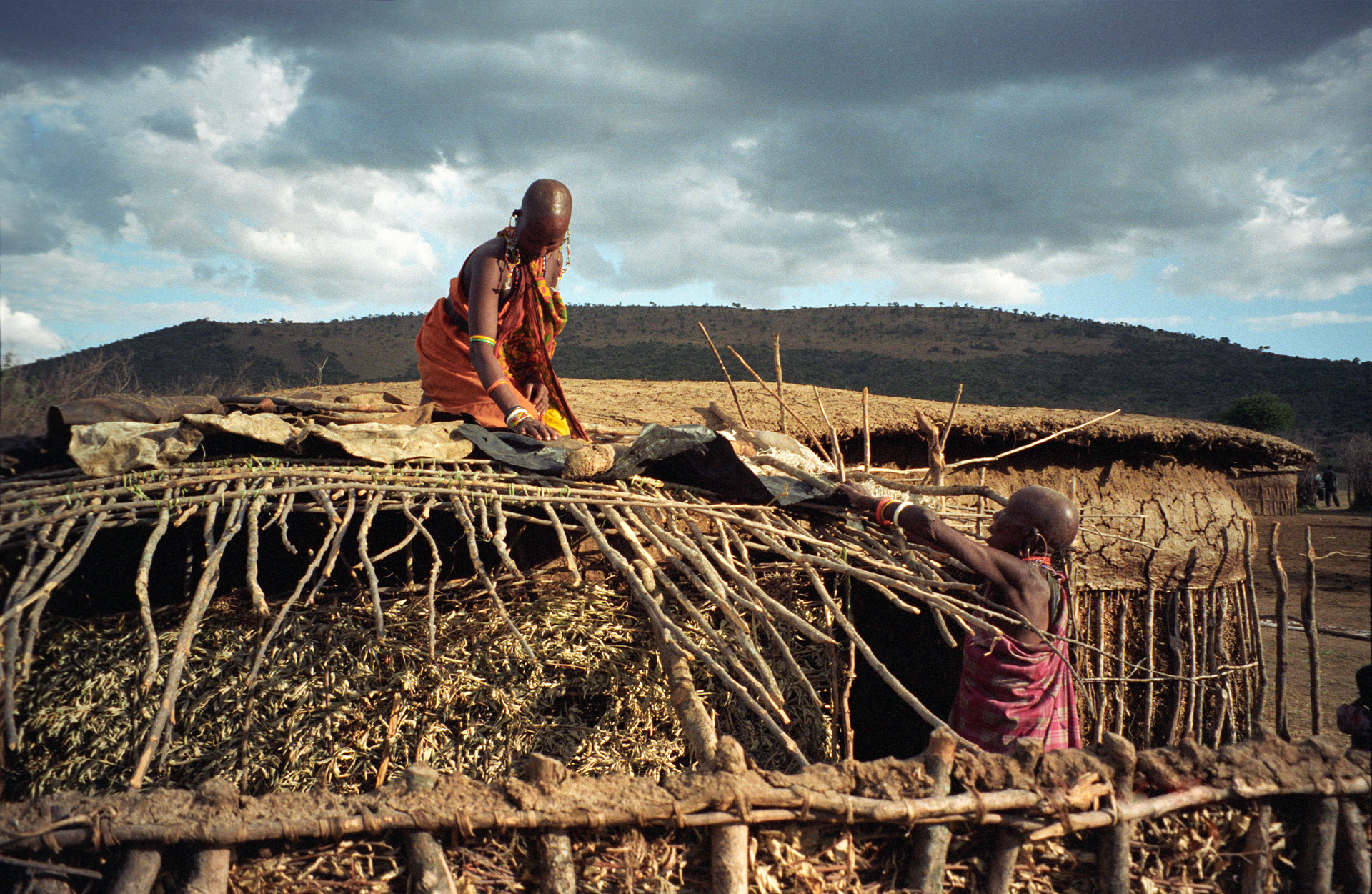
Masajskie kobiety reperujące dom w Masai Mara (1996)

Masajowie jako lud koczowniczy, a później półkoczowniczy, budując domy, polegają na lokalnych, łatwo dostępnych materiałach i miejscowej technologii. Tradycyjny masajski dom jest skonstruowany dla ludzi, którzy ciągle się przemieszczają, więc jego trwałość jest bardzo mała. Manyatty (chaty) mają kształt owalu lub koła i są budowane przez kobiety. Szkielet domu jest budowany z drewnianych tyczek, wbitych bezpośrednio w ziemię i przeplecionych mniejszymi gałązkami. Taka konstrukcja jest następnie oblepiana mieszanką błota, trawy, krowiego gnoju i moczu oraz popiołu. Manyatta jest mała (3 × 5 m), a jej wysokość wynosi 1,5 m. Na tej niewielkiej przestrzeni rodzina gotuje, je, śpi, prowadzi życie towarzyskie i przechowuje żywność, paliwo oraz wszystko, co posiada. W manyatcie często żyją również małe zwierzęta gospodarskie.
Wioski (enkang) są otoczone płotem w kształcie okręgu, który jest budowany przez mężczyzn, zazwyczaj z ciernistej akacji. W nocy bydło domowe, kozy i owce są zamykane w ogrodzeniu w centrum wioski, z dala od dzikich zwierząt.

## Organizacja społeczności
Dla Masajów najważniejszym wyznacznikiem jest kohorta, do której przynależą. Mali chłopcy, pomimo że są zobowiązani wypasać cielaki i jagnięta, gdy tylko nauczą się chodzić, spędzają dzieciństwo głównie na zabawach. Dziewczynki są odpowiedzialne za dodatkowe prace przy gotowaniu czy dojeniu. Co około 15 lat powstaje nowe pokolenie morans lub inaczej murran (wojowników). Nowe pokolenie wojowników jest tworzone z chłopców w wieku 12–25 lat, którzy osiągnęli już wiek dojrzewania i nie należą do młodszej kohorty. Jednym z obrządków przejścia z chłopca w młodego wojownika jest bolesna ceremonia obrzezania, która jest przeprowadzana bez środków znieczulających. W języku Maa obrzezanie to emorata. Chłopiec musi znieść całą operację w milczeniu. Wyraz bólu przynosi chłopcu dyshonor, aczkolwiek tylko tymczasowo. Proces leczenia zajmuje od 3 do 4 miesięcy. Chłopiec musi ubierać się w czarne ubrania przez 4 do 8 miesięcy po wykonaniu zabiegu.

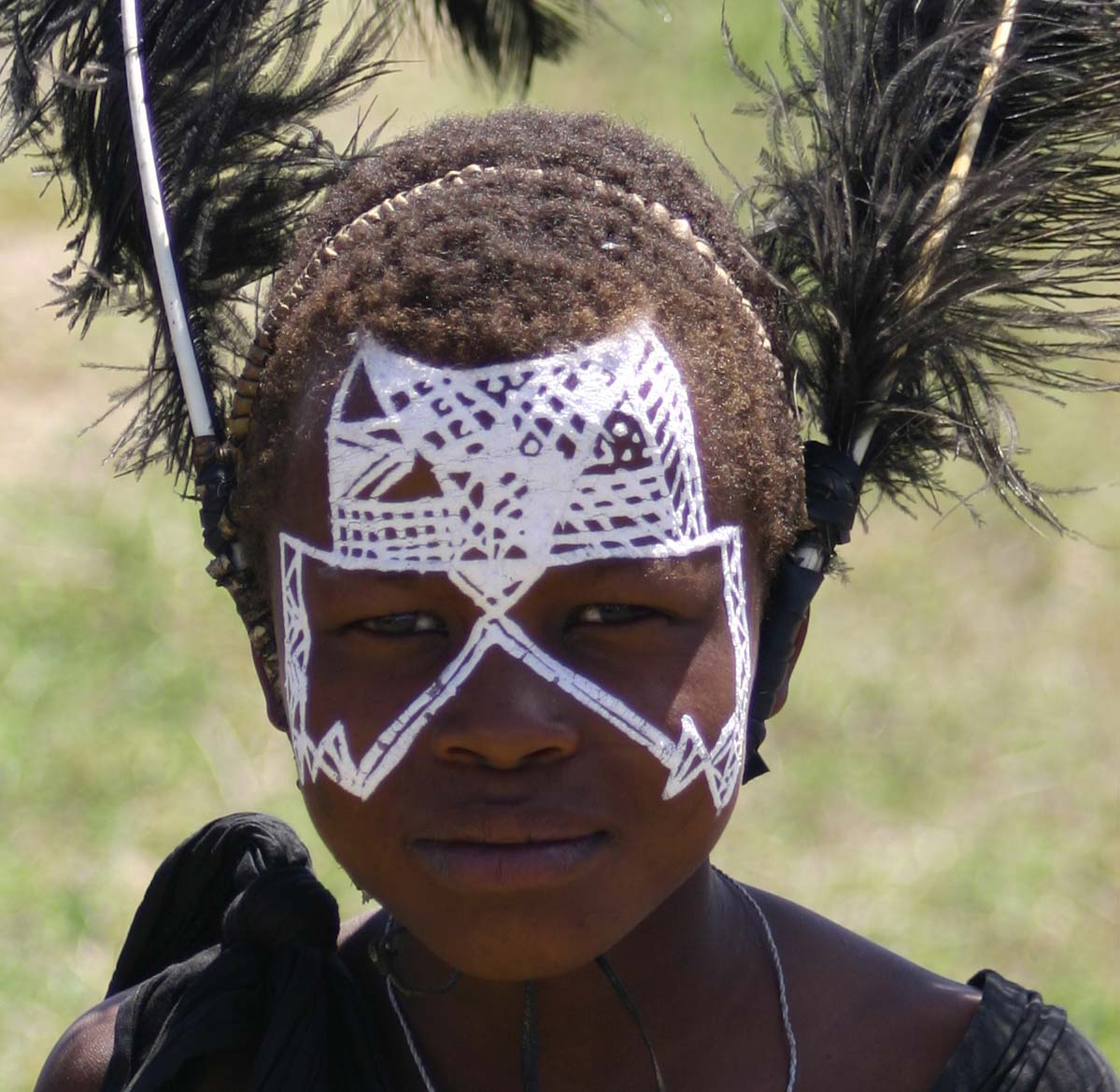
Młody moran w nakryciu głowy i z malunkami na twarzy

Przez ten czas obrzezani młodzi mężczyźni żyją w „manyatta”, wiosce zbudowanej przez ich matki. Manyatta nie ma ogrodzenia ochronnego, co ma podkreślać rolę wojowników jako obrońców społeczności. Nie buduje się również wewnętrznego ogrodzenia, gdyż wojownicy nie posiadają bydła oraz nie przechowują żywności. Dodatkowe obrzędy przejścia są organizowane, gdy wojownik staje się „starszym wojownikiem” podczas ceremonii zwanej eunoto. Wówczas staje się prawdziwym mężczyzną. Wtedy golona jest mężczyznom głowa i mają oni prawo wziąć sobie dowolną kobietę za żonę.

Flaga masajska

Gdy powstaje nowe pokolenie wojowników, dotychczasowi morans stają się młodymi starszymi, którzy są odpowiedzialni za polityczne decyzje, aż do czasu, gdy staną się starszymi.
Wojownicy zapewniają bezpieczeństwo społeczności, a większość czasu spędzają na pieszym przemierzaniu masajskich ziem, daleko poza granice ziem, będących ich własnością. Coraz częściej angażują się również w hodowlę bydła, wzbogacają swoje zapasy poprzez handel i barter, a nie przez kradzież, jak bywało w przeszłości.
Chłopcy są odpowiedzialni za wypasanie małych zwierząt gospodarczych. Podczas suchego okresu zarówno wojownicy, jak i chłopcy są odpowiedzialni za wszystkie zwierzęta. Kobiety zajmują się  pracami domowymi, a także przynoszeniem wody, zbieraniem drewna na opał, dojeniem bydła i gotowaniem dla całej rodziny.

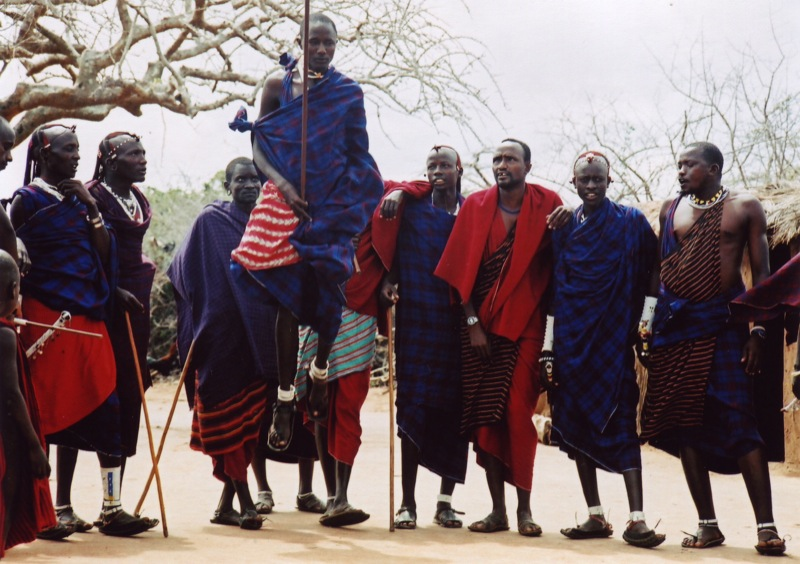
Tradycyjny masajski taniec – Adumu

Jednym z mitów o Masajach jest przekonanie, że każdy młody mężczyzna przed obrzezaniem powinien zabić lwa. W przeszłości łowienie lwów było dość popularne. Pomimo że zostało zakazane we wschodniej Afryce, Masajom wciąż zdarza się łowić lwy, gdy te zagrażają masajskim zwierzętom. Nie ponoszą oni jednak żadnych poważnych konsekwencji. Wzrastająca obawa o populację lwów zmobilizowała urzędników do zorganizowania programu, który zapewnia rekompensatę za zabite przez lwa zwierzę.
Tym niemniej zabicie lwa przynosi Masajowi sławę i uznanie całej społeczności.
Młode kobiety również przechodzą „kobiece obrzezanie” (emoratę) jako część złożonego rytuału przejścia. Podczas tej ceremonii dziewczynki dostają instrukcje i porady dotyczące ich nowej roli. Wtedy to dowiadują się, że stają się kobietami gotowymi do zamążpójścia. W Kenii kobiece obrzezanie jest praktykowane przez 38% populacji. Najpopularniejszą formą jest klitoridektomia. Zabieg ten jest zazwyczaj wykonywany przez „profesjonalistę”, który nie jest Masajem, a często należy do plemienia Dorobo. Noże i ostrza, którymi dokonuje się zabiegu, są projektowane przez kowala, il-kunono. Masajowie unikają il-kunono, gdyż wykonują oni narzędzia śmierci – noże, krótkie miecze, groty do strzał. Podobnie jak młodzi mężczyźni, kobiety, które przeszły obrzęd, ubierają się na czarno i malują twarz znakami, a następnie zakrywają twarz aż do zakończenia ceremonii.
Inną metodą obrzezania kobiet jest wycinanie genitaliów. Praktyka ta powoduje wiele kontrowersji zarówno za granicą, jak i wśród kobiet, które ją przeszły. W ostatnim czasie metoda ta jest zastępowana przez ceremonię „obcinania słowami”, w trakcie której odbywają się śpiewy i tańce zamiast obrzezania. Jednakże praktyka ta jest głęboko zakorzeniona w kulturze i ceniona przez Masajów. Często jest to warunek konieczny, aby znaleźć męża. Inaczej wartość żony, a tym samym zapłata za nią, spada.
Tego typu obrzezanie jest nielegalne zarówno w Kenii, jak i w Tanzanii.
Zamężne kobiety, które zajdą w ciążę, są zwolnione ze wszystkich ciężkich prac, takich jak dojenie bydła lub zbieranie drewna. Zabronione są także stosunki seksualne.
Masajowie są poligamistami z potrzeby: przyczyniają się do tego wysoka śmiertelność noworodków oraz wojowników. Praktykowana jest również poliandria. Kobieta wychodzi nie za jednego mężczyznę, ale za całą kohortę. Od męża oczekuje się ustąpienia miejsca w łóżku, gdy gości mężczyznę z tej samej grupy wiekowej. Kobieta sama decyduje o spędzeniu nocy z goszczonym mężczyzną. Niezależnie od tego dziecko narodzone przez kobietę, jest zawsze uważane za dziecko męża i jego potomka w linii męskiej.
„Kitala” jest pewnego rodzaju rozwodem lub azylem – wówczas kobieta wraca do domu ojca. Kobieta ucieka się do tego, gdy jest źle traktowana przez swojego męża. Zwrot zapłaty za żonę i opieka nad dziećmi jest uzgadniana wspólnie.

## Muzyka i taniec
Masajska muzyka tradycyjnie składa się z rytmu wyśpiewanego harmonijnie przez chór wokalistów, podczas gdy przewodnik muzyki (olaranyani) śpiewa słowa. Olaranyanim jest zazwyczaj osoba, która najlepiej potrafi zaśpiewać daną piosenkę. Zdarza się, że kilka osób może prowadzić jedną pieśń. Olaranyani inicjuje śpiew poprzez zanucenie pierwszej linijki lub wskazanie tytułu (namba). Grupa odpowiada jednomyślnym uznaniem, a olaranyani śpiewa wers przy gardłowym nuceniu całej grupy. Każda piosenka ma swoją specyficzną strukturę opartą na call-and-response. Najpopularniejsze rytmy są wariacją taktów na 5/4, 6/4 i 3/4. Tekst dotyka typowych tematów i jest często powtarzany słowo w słowo. Śpiewaniu akompaniują ruchy szyją. Podczas wydechu głowa jest nachylona do przodu, przy wdechu głowa do tyłu. Dzięki temu można usłyszeć efekt polifonicznej synkopy.
Kobiety śpiewają kołysanki, nucą piosenki i śpiewają pieśni pochwalne dla synów. Charakterystyczna dla śpiewu kobiet jest monofonia i call-and-response. Kobiety powtarzają zdania i odpowiadają sobie na nie same.
Jedynym wyjątkiem od wokalnej natury Masajów jest użycie rogu kudu w trakcie ceremonii eunoto.

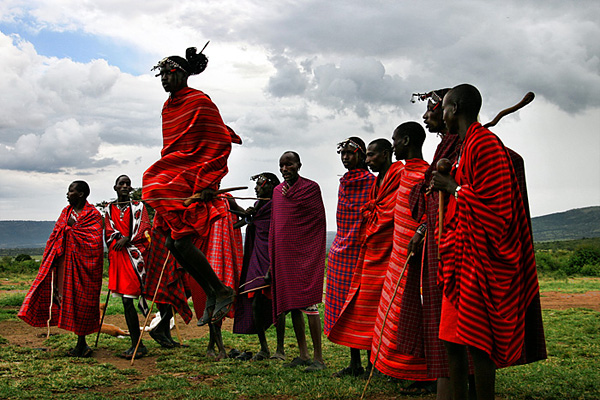
Taniec Masajów

Eunoto, obrzęd wejścia w wiek wojownika, może składać się z dziesięciu lub więcej dni śpiewu, tańczenia i rytuałów. Wojownicy Il-Oodokilani odprawiają pewnego rodzaju marsz przeszłości oraz „adumu” lub aignus, przez ludzi z zewnątrz zwanym „skaczącym tańcem”. Zarówno adumu, jak i aigus w języku Maa oznacza „skakać”, przy czym adumu oznacza dokładnie „skakać w górę i dół w tańcu”. Mężczyźni są znani ze swojej rywalizacji w skakaniu. Okrąg jest tworzony przez wojowników i jeden lub dwóch z nich wkracza do środka, aby skakać, utrzymując prostą pozycję. Żaden z nich nie może dotknąć piętami ziemi. Członkowie grupy mogą dopasowywać ton głosu do wysokości skoków.
Podczas eunoto narzeczone moranów paradują w swoich najlepszych strojach. Matki moranów śpiewają i tańczą w hołdzie za odwagę i śmiałość swoich synów.
W ostatnim czasie hip-hopowy zespół X Plastaz z północnej Tanzanii wciela do swojej muzyki tradycyjne rytmy i śpiew masajski.

## Wpływ nowoczesnego świata
Polityka rządowa, która obejmuje ochronę parków i rezerwatów, ale nie Masajów, wraz z rosnącą populacją powoduje, że prowadzenie tradycyjnego masajskiego trybu życia staje się wyjątkowo trudne.
Rosnąca bieda i migracje powodują, że maleje autorytet względem wieku wśród Masajów, do tej pory podstawa ich hierarchii.
Przez lata rozpoczęto wiele projektów, które mają pomóc przewodnikom plemienia znaleźć sposób na zachowanie tradycji i jednocześnie zapewnienie niezbędnej we współczesnym świecie edukacji młodym pokoleniom.
Zawody, w których Masajowie znajdują swoje miejsce, to: rolnictwo, biznes (sprzedaż tradycyjnych leków, prowadzenie restauracji, sklepów, sprzedaż i kupno minerałów, sprzedaż i produkcja mleka przez kobiety, haftowanie), praca z ludźmi (ochroniarze, kelnerzy, przewodnicy turystyczni) i inne prace w sektorze publicznym i prywatnym.
Wielu Masajów porzuciło swój koczowniczy tryb życia na rzecz odpowiedzialnej i stabilnej pracy w handlu i polityce. Jednak niezależnie od tego, jak zaawansowane miejskie życie prowadzą, wielu z nich chętnie zakłada tradycyjne stroje – shuka (barwna część stroju), sandały ze skóry wołu i nosi drewniany kij – są pogodzeni ze sobą i ze światem.

## Ozdoby

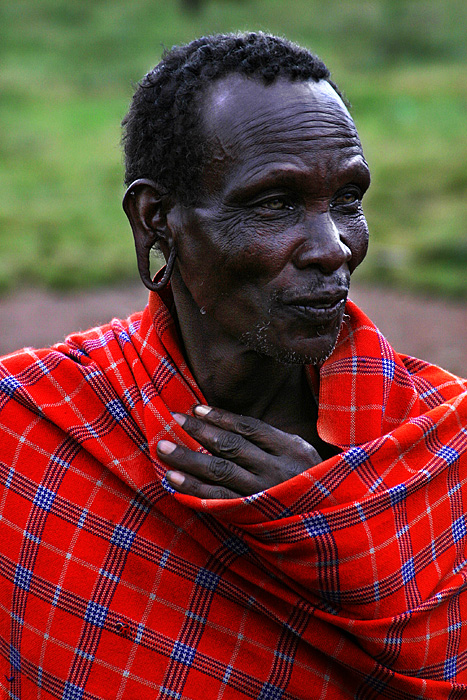
Starszy Masaj z rozciągniętą małżowiną uszną

Bardzo popularne wśród Masajów jest przekłuwanie i rozciąganie małżowin usznych. W tym celu używa się różnych przyrządów: kolców, prętów, kilku prętów do rozciągania, kamieni, kłów słoni i pustych opakowań po filmach. Jednakże coraz mniej młodych chłopców podąża tym zwyczajem.
Kobiety noszą zdobione koralikami ozdoby w obu małżowinach i mniejsze kolczyki w górnej części ucha.
Usunięcie zawiązków kłów zębów mlecznych we wczesnym dzieciństwie jest udokumentowaną praktyką wśród Masajów w Kenii i Tanzanii. Masajowie wierzą, że biegunka, wymioty i inne gorączkowe choroby wczesnego dzieciństwa są spowodowane przez opuchliznę dziąsła przy kłach. Kły są uważane za robaczywe zęby. Praktyka ta jest stosowana nie tylko przez Masajów. Na przełomie 1991/92 roku przebadano na wsiach Kenii 95 dzieci w wieku od 6 miesięcy do dwóch lat. 87% z nich przeszło zabieg usunięcia jednego lub więcej zawiązków kłów. W starszej grupie wiekowej (3-7 lat) u 72% ze 111 przebadanych dzieci brakowało zawiązków żuchwowych kłów zębów mlecznych.

## Dieta
Tradycyjnie masajska dieta składała się z mięsa, mleka i krowiej krwi. Według badań ILCA przeprowadzonych w 1989 roku: „Dzisiaj podstawą diety Masajów jest krowie mleko i mączka kukurydziana. Mleko jest pite głównie świeże lub w słodkiej herbacie, natomiast mączka jest wykorzystywana do owsianki. Gęsta owsianka (uoalia) jest jedzona z mlekiem. Rzadka owsianka jest przygotowywana bez mleka. Mięso, pomimo że jest ważnym składnikiem posiłków, nie jest spożywane regularnie i nie może być zakwalifikowane jako podstawowy produkt. Tłuszcze zwierzęce oraz masło są używane do gotowania owsianki, kukurydzy i fasoli. Masło jest ważnym składnikiem pożywienia niemowląt. Krew jest rzadko pita.”.
Badania przeprowadzone przez Międzynarodowy Instytut Trzody w Afryce wskazują znaczną zmianę w diecie Masajów, którzy coraz częściej żywią się produktami pochodzenia niezwierzęcego. Ich dieta składa się w 12-39% z kukurydzy i 8-13% z cukru. Każdy spożywa średnio jeden litr mleka dziennie.
Znaczna część mleka jest spożywana w formie sfermentowanej lub pod postacią masła mlecznego. Wskaźniki spożycia mleka są bardzo wysokie. Dzięki temu zapotrzebowanie na proteiny i podstawowe aminokwasy jest w pełni zaspokojone. Jednakże taka dieta nie zaspokaja zapotrzebowania na żelazo, niacynę, witaminę C, witaminę A, tiaminę i energię. Z powodu zmiany klimatu, częstych susz i sezonowej podaży mleka w diecie Masajów występuje znaczna ilość zbóż.
Badania  elektrokardiografem przeprowadzone na 400 młodych mężczyznach nie wykazały żadnych oznak chorób, nieprawidłowości czy niewydolności serca. Dalsze badania z węglem-14 pokazały, że średnia wysokość cholesterolu stanowi ok. 50% poziomu cholesterolu u przeciętnego Amerykanina. Te odkrycia były przypisane niezwykłej sprawności fizycznej Masajów.
Hodowane przez Masajów rośliny są najczęściej wykorzystywane do gotowania zup. Najczęściej wykorzystywaną w tym celu rośliną jest akacja nilowa. Korzenie i kora łodygi są gotowane w wodzie, a następnie wywar ten jest wypijany lub dodawany do zupy. Masajowie traktują wywar jako napój energetyczny, gdyż dodaje im energii, agresywności i pozbawia lęku. Masajowie jedzą zupę z gorzką korą i korzeniami, które zawierają saponiny, obniżające cholesterol. Masajowie, którzy żyją w miastach i nie mają dostępu do rośliny, chorują na choroby serca. Przekąskami Masajów są owoce. Żywią się kobiety i dzieci podczas doglądania bydła, a także wojownicy, przebywający na dzikim terenie.
Mieszanka krowiej krwi, otrzymanej przez nacięcie żyły szyjnej, i mleka jest przygotowana jako rytualny napój na specjalne okazje oraz jako lek dla chorych. Włączenie krwi do tradycyjnej diety nie występuje z powodu ograniczonej liczby bydła. Obecnie Masajowie swoją dietę opierają głównie na mączce kukurydzianej, ryżu, ziemniakach, kapuście (przez Masajów zwaną kozimi liśćmi). Masajowie, którzy żyją blisko plantacji zbóż, zatrudniają się jako farmerzy, co jest ich głównym źródłem utrzymania. Często powierzchnia dostępnej ziemi jest zbyt mała, aby hodować na niej zwierzęta. W ten sposób Masajowie są zmuszeni do uprawy roślin.

## Ubiór

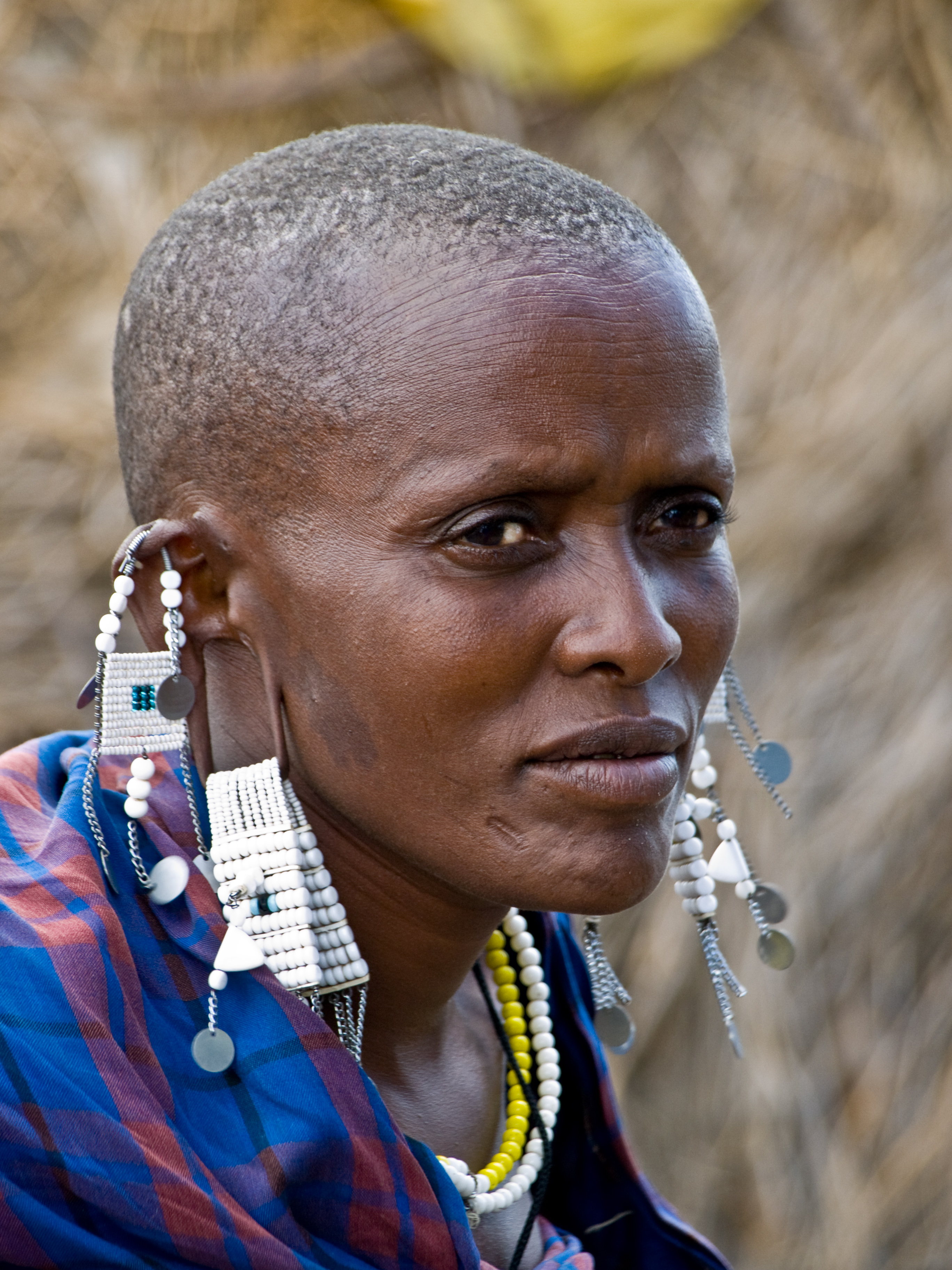
Kobieta z tradycyjną masajską biżuterią

Ubiór Masajów różni się w zależności od wieku, płci i miejsca zamieszkania. Przykładowo młodzi mężczyźni ubierają się na czarno przez kilka miesięcy po obrzędzie obrzezania. Jednak ulubionym kolorem jest czerwony. Materiały niebieskie, czarne, w pasy i szachownice są również noszone. Od lat 60. Masajowie zastępują skóry zwierzęce (garbowaną skórę cielęcą i skórę owiec) odzieżą bawełnianą.
Shúkà w języku Maa oznacza płótna, które tradycyjnie zawijane są dookoła ciała. Jedno płótno owija każde ramię, a trzecie jest zakładane na wierzch. Płótna te są zazwyczaj w kolorze czerwonym z dodatkiem innych kolorów (np. niebieskim) i we wzory (np. w szkocką kratę). Kolor różowy, nawet w kwiecisty wzór, nie jest unikany przez wojowników. Część garderoby, zwana kanga w języku suahili, jest bardzo popularna. Masajowie, zamieszkujący w pobliżu wybrzeży, mogą nosić kikoi, rodzaj saronga, w różnych kolorach i z różnych materiałów. Ulubionym wzorem są pasy.
Wielu Masajów w Tanzanii nosi proste sandały, które jeszcze do niedawna były robione z krowiej skóry. Obecnie podeszwy są wytwarzane z plastiku. Zarówno mężczyźni, jak i kobiety ubierają drewniane obrączki. Masajskie kobiety regularnie wyplatają biżuterię i paciorki. Kolory paciorków mają swoje znaczenie, najpopularniejsze to: biały – pokój, niebieski – woda, czerwony – wojownik/krew/odwaga.
Praca przy paciorkach, wykonywana przez kobiety, ma bardzo długą tradycję wśród Masajów. Odzwierciedlają oni swoją pozycję w społeczeństwie poprzez zdobienie i malowanie ciała. Przed przybyciem Europejczyków Masajowie wykonywali paciorki z miejscowych minerałów. Białe paciorki były robione z gliny, muszelek, kości słoniowej lub kości. Czarne i niebieskie z żelaza, węgla drzewnego, gliny, nasion i rogów. Czerwone były wytwarzane z nasion, drewna, dyni, kości, kości słoniowej, miedzi i mosiądzu. Pod koniec XIX wieku Europejczycy przywieźli do Afryki duże ilości kolorowego szkła. Wówczas to zmieniono materiał, z którego były wykonywane paciorki, i zmodyfikowano kolorystykę. Obecnie preferowane jest matowe szkło, bez żadnych ozdób.

### Zdjęcia
- Zdjęcia Masajów w Kenii i Tanzanii
- Afryka: Masajowie. on-the-matrix.com. [zarchiwizowane z tego adresu (2008-03-16)]. (zdjęcia z dodatkowymi informacjami – język angielski)
- Zdjęcia mieszkańców Kenii, także Masajów. phototravels.net. [zarchiwizowane z tego adresu (2008-05-13)].
- Zdjęcia z masajskiej wioski
- Galeria Łukasza Zarzeckiego

### Film i dźwięk
- „At Home With the Masai” (W domu z Masajem)
- Plik z muzyką Masajów